# ازناكن (إمكراد)
ازناكن هي إحدى مشيخات المملكة المغربية، تتبع جغرافيا لإقليم الصويرة وإداريًا لإمكراد. يقدر عدد سكانها بـ 3366 نسمة حسب الإحصاء الرسمي للسكان والسكنى لسنة 2004.